# 地名集

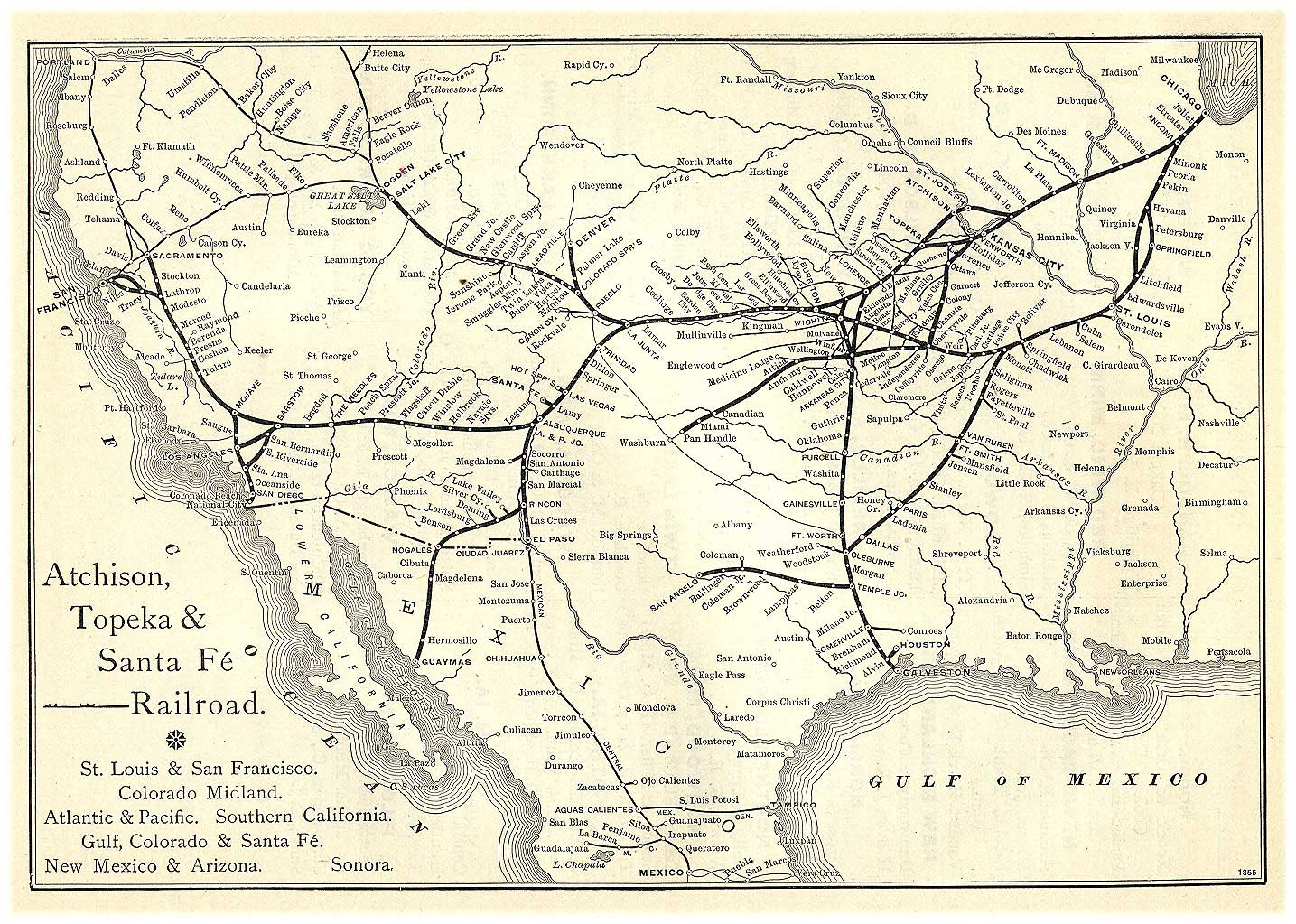
アメリカ合衆国のサンタフェ・トレイル道路地図、「Grain Dealers and Shippers Gazetteer」、1891年。

地名集 (ちめいしゅう、英語: gazetteer) は地名の辞書やデータベースを指す。地名とその場所に関する情報を提供する役割を果たし(地名学を参照)、地図や地図帳と同時に使用されることも多い。国、地方、大陸のような地理的な特徴に関する知識だけでなく、社会統計や山、水道、道路などの都市環境なども掲載している。地名集で提供される情報の例としては地名とその場所の位置、都市環境、人口、GDP、識字率などがある。地名集は通常50音順もしくはアルファベット順で地名を検索することができるようになっている。
古代ギリシャの地名集はヘレニズム時代には存在していた。世界初の地名集は1世紀の中国に見ることができる。9世紀の中国における活版印刷の発達とともに、郷紳は自分の住む地域の誇りをかけて地方の地名集制作に力を入れるようになった。現在では断片しか残存していないものの、東ローマ帝国の地理学者ステファヌス・ビザンチウムは6世紀に地理辞典を制作し、この辞典は後に16世紀のヨーロッパの地名集編纂に影響を与えた。近代の地名集はほとんどの図書館で閲覧出来るだけでなく、ウェブ上でも参照できるようになっている。

## 語源
オックスフォード英語辞典は「gazetteer」という単語を「地理索引もしくは辞書」と定義している。イギリスの歴史家ローレンス・エチャード (1730年没) が1693年に作成した「The Gazetteer's: or Newsman's Interpreter: Being a Geographical Index」という作品を例として含む。エチャードは作品の中で、自身の作品のタイトルは「非常に高名な人物」によって提案されたと記しているが、「高名な人物」の名前に関して挙げることはしなかった。この作品の第2巻は1704年に刊行され、エチャードは自著の中で第一巻を単に「Gazeteer」として参考文献に載せた。これが「gazetteer」と言う単語が英語に取り入れられる契機となった。歴史家のロバート・C・ホワイト (Robert C. White) はエチャードが自著で述べた「非常に高名な人物」とは、彼の同僚であったエドマンド・ボフンのことではないかと推測しており、ボフンがジャコバイト運動に参加していたために名前を挙げなかったと考えている
18世紀以降、「地名集」という単語は通常字義通りの地理辞典や地理名鑑といった意味で使用されているが 、特殊な例としてロンドンの「Gazetteer」という日刊の新聞がある。

## 地名集の種類と分類
地名集はしばしば載せる情報のタイプや扱う情報量によって分類される。「世界の地名集」は通常アルファベット順の国の索引から構成されており、それぞれの国に対して基本的な統計情報と、個々の都市、町、村、集落に関する情報を載せている。「Short-form gazetteers」はしばしばコンピュータ・マッピングや地理情報システムと連携して使用され、地名の一覧とその土地の緯度と経度の位置、空間参照系などの情報を提供している (イギリス国立陸地測量部などを参照)。「Short-form gazetteers」は大手の出版地図帳の影に隠れる形で地名の索引に用いられている。「Descriptive gazetteers」は工業、政府、地理などに関して若干長い記述を行なっており、都市の歴史的な記述や地図、写真を含むこともある。「Thematic gazetteers」は港や原子力発電所、歴史的な建築物など、特定のテーマに沿って場所や地理的な特徴を紹介している。これらの様々な地名集に共通している点は地理的な位置が一覧として表示する際に重要視されている点である。
地名集の編集者は国勢調査や商工会議所などの公式文書から情報を集め、他の様々な情報源を参照しながら要約を作成している。

## 歴史

### 西洋

#### 古代ギリシャ・古代ローマ時代

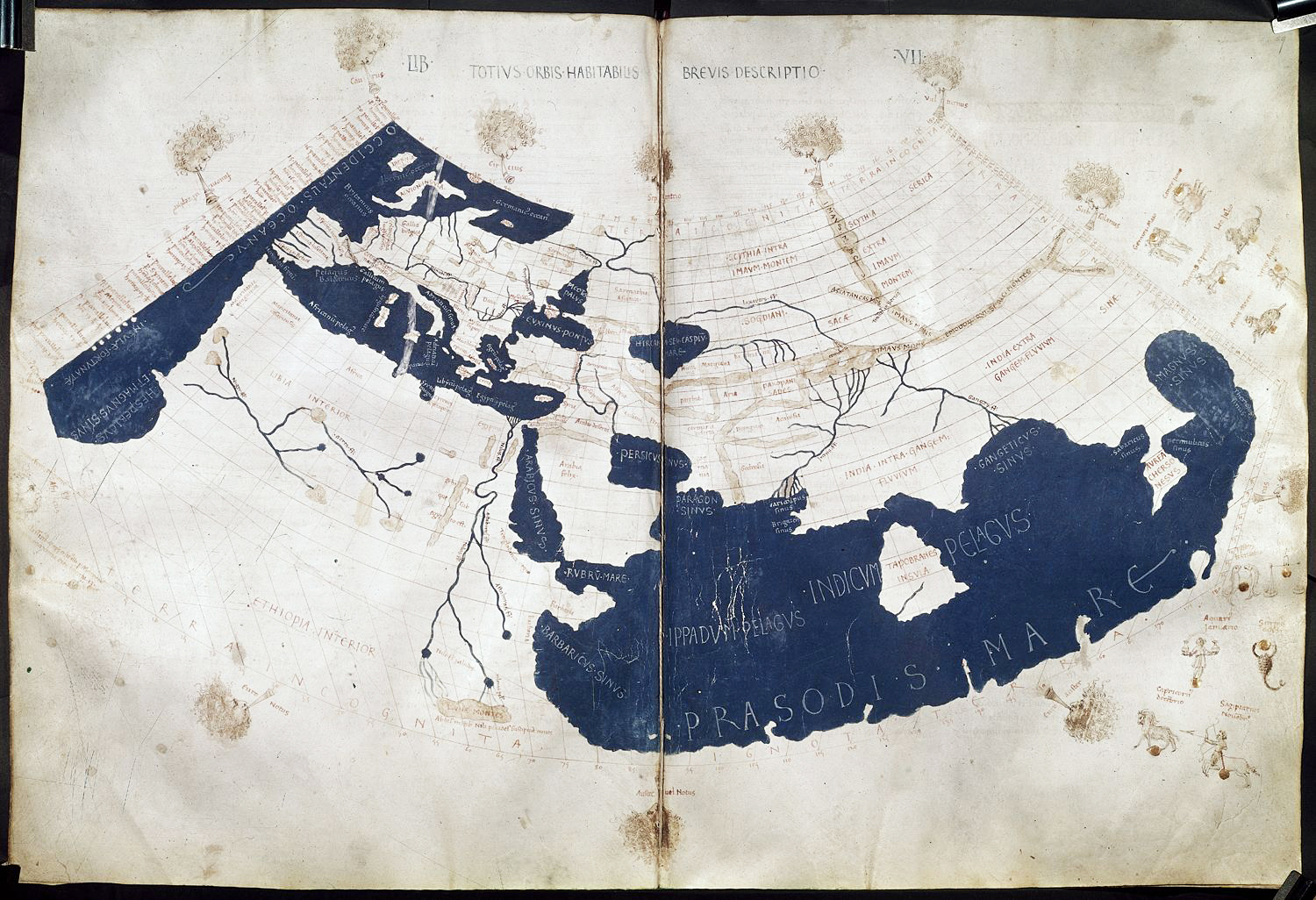
15世紀に作られたプトレマイオス図の写本。プトレマイオスの『ゲオグラフィア』(Geographia) (150年頃)を再構成したもので、セレスと「Sinae」 (中国) が右側に描かれ、その下に「Taprobane」 (セイロン島, 実際よりも大きい) と「Aurea Chersonesus」(インドシナ半島)がある。

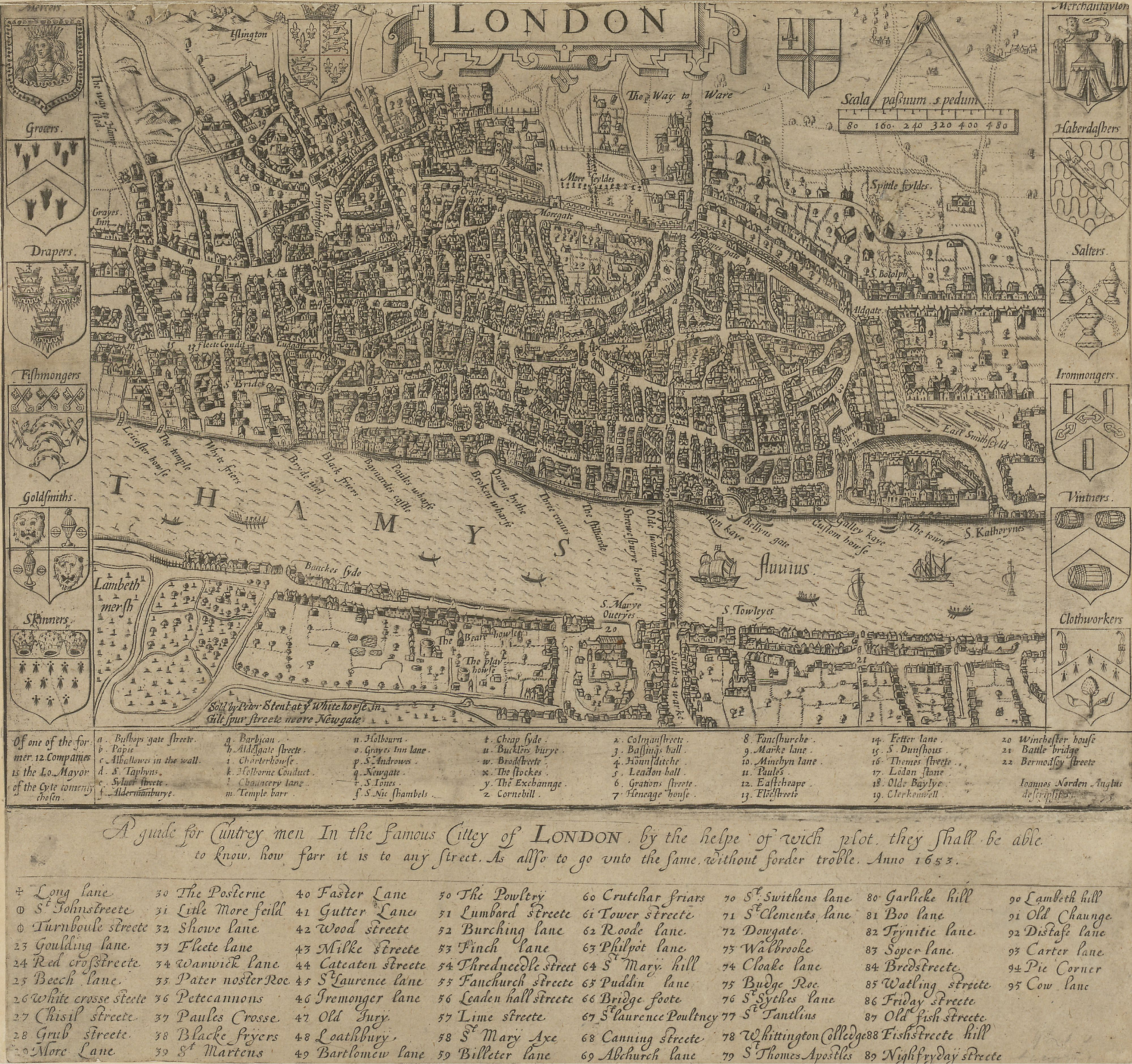
ジョン・ノーデンが発行したロンドンの地図、1593年

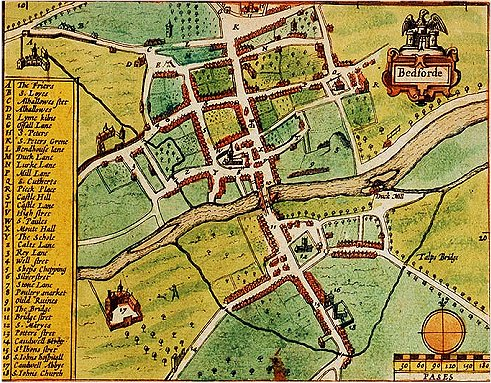
ジョン・スピードの「ベッドフォードの地図」、「Theatre of the Empire of Great Britaine」、1611年発行

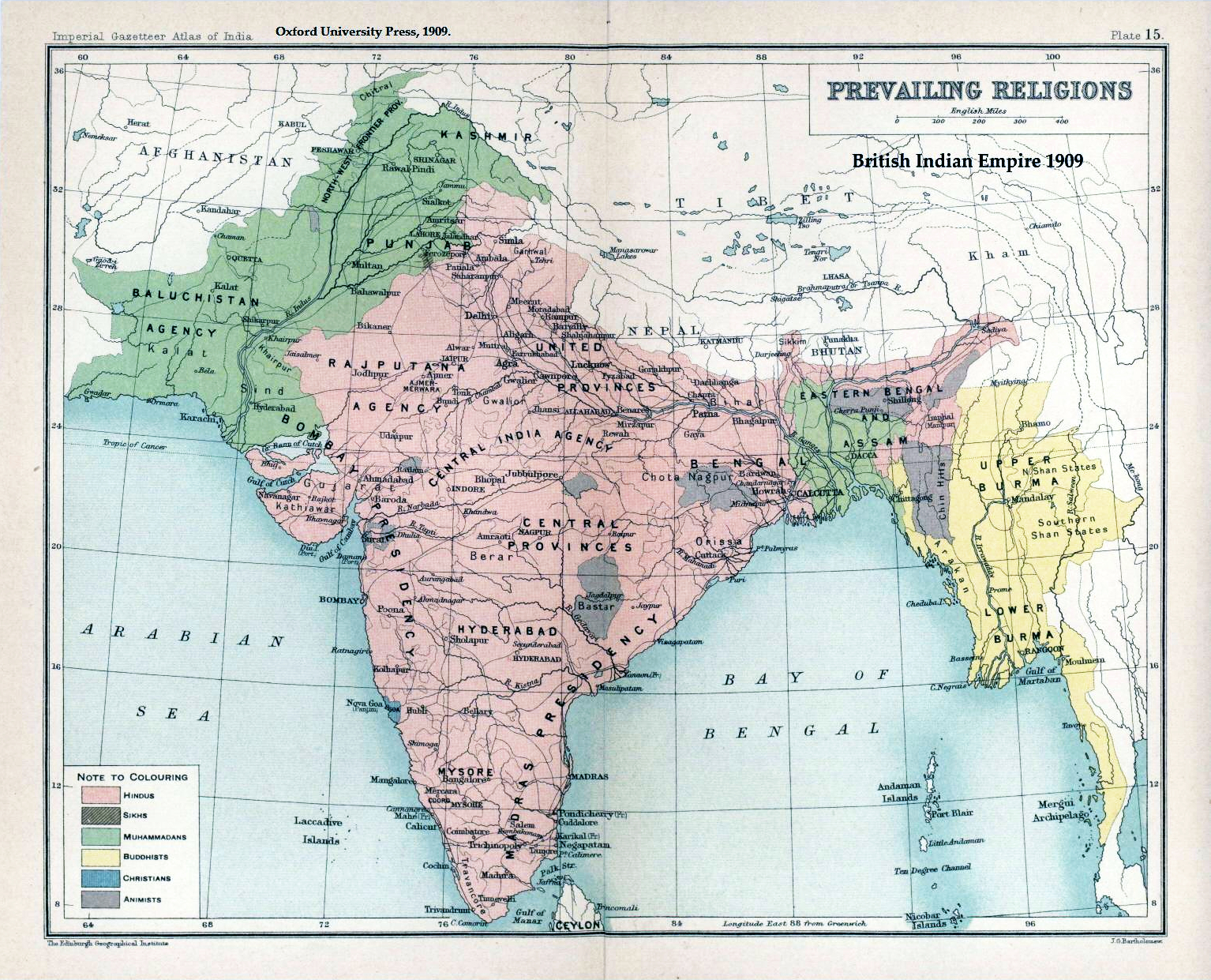
イギリス領インド帝国の宗教に関する地名集。 オックスフォード大学出版局、1909年

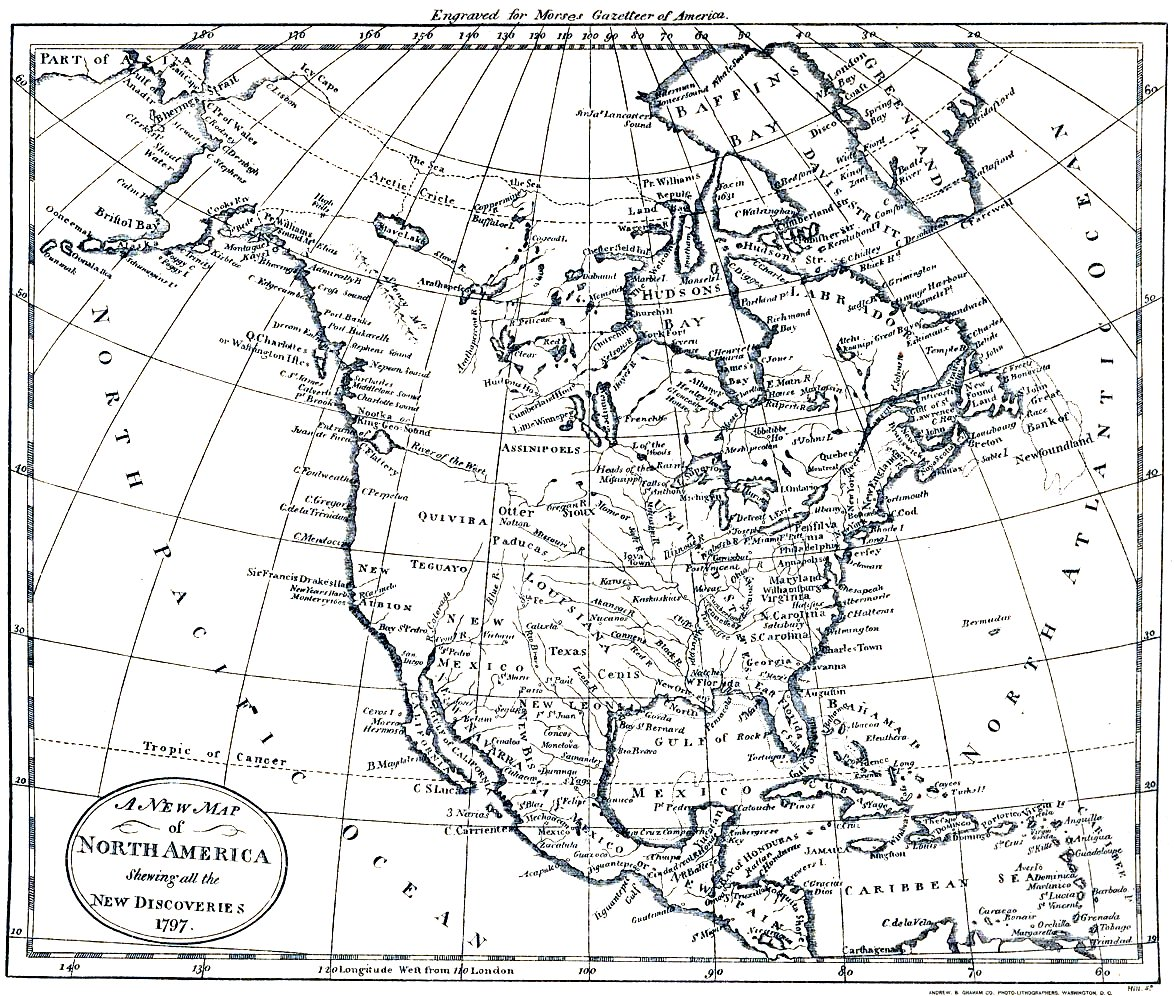
アメリカ合衆国の地理学者ジェディディア・モースが1797年に発刊した地名集より、「A New Map of North America Shewing all the New Discoveries」

1923年に発行された雑誌の記事「Alexander and the Ganges」において、20世紀の歴史家W・W・ターン (W.W. Tarn) は古代の地名集として 紀元前324年～323年の間アレクサンドロス時代の太守によって作成された地名集を挙げている。ターンはこの文書は紀元前323年の6月以降の伝記がないと記しており、その理由とアレクサンドロス3世が亡くなり、バビロン会議が行われたことを挙げている。この地名集は紀元前1世紀にギリシャの歴史家シケリアのディオドロスによって改訂された。紀元前1世紀に、ハリカルナッソスのディオニュシオスはヘロドトスが発見されるまで最古の歴史書とされていた歴史叢書を著し、人々や都市、交易について述べている。歴史家のTruesdell S. Brownは、ディオニュシオスのロゴグラポスに関する記述は「歴史」というよりも「地名集」に分類されるべきものであろうと述べている。古代ギリシャ文学に現れる三角州の古代ギリシャにおける概念について議論する中で、フランシス・セロリア (Francis Celoria) は紀元後2世紀のプトレマイオスとパウサニアスは地理学用語を使用した地名集を制作したと述べている。
しかし、ギリシャの地名集はおそらく古代エジプトで制作されていたものであろう。セロリアは地名集として具体的に言及していないが、ペネロペ・ウィルソン (Penelope Wilson) (ダラム大学考古学部講師)は当時の古代エジプトの行政区画を記している古代エジプトのパピルスにはタニスの名前が見られる (この都市はエジプト第20王朝の時代に設立された)と述べている。
...各地方の州都、聖櫃、神樹、墓、祭日、禁忌となる事項の名前、土着信仰の神々、土地、湖。僧侶によって作成されたであろうこの興味深い情報はエドフ神殿の壁面に記されている類似の情報にも匹敵するものだ。

#### 中世
1086年にウィリアム1世によって作成されたドゥームズデイ・ブックはイングランドのすべての行政区画に関する調査を行なっている。この調査は土地所有者や農場所有者に十分な課税ができるよう行われた。調査の中で、多くのイングランドの城が一覧に挙げられている。学者はどこまで正確に記載するべきか議論したという。しかし、「ドゥームズデイ・ブック」では、112の異なる区画に掲載されている3,558の廃屋のうち、410個の廃屋は実際には直接城の建設や拡張に使用されていた。1316年、Nomina Villarumという調査書がエドワード2世によって作成された。この調査書は本質的にはイングランドの行政区画に関する一覧であり、どれだけの軍隊が書く地方から徴兵できるかを調べるために利用された。テューダー朝時代、イギリスの製図学者兼地形学者のジョン・ノーデン (1548–1625) によって制作された「Speculum Britanniae」 (1596)はイングランドの地名をハンドレッドに関してアルファベット順に並べた一覧で、添付された地図で位置を参照できるようになっていた。イングランド人ジョン・スピードにより、イングランドの都市名をアルファベット順に並べ、それぞれの都市に関して簡単な地図とその地方の歴史、行政区画、小教区、都市の経度と緯度などを簡単にまとめた「Theatre of the Empire of Great Britaine」という地名集が1611年に出版された。地方の地図を添えた住民税の徴収状況に関する報告書の制作がイングランドの個々の小教区で1662年に始まり、複製した記録はイギリス財務省へと送られた。1677年に出版した「new large Map of England」を補足する形で、イギリスの製図学者ジョン・アダムスは約24,000の地名とその地理学的な位置を収録した地図と対応させた「Index Villaris」という地名集を1680年に出版した。エドマンド・ボフンの「地理辞典」は1688年に806ページに約8,500個の項目を収めた地名集としてロンドンで出版された。自身の作品の中で、エドマンド・ボフンは西洋初の地理辞典は地理学者ステファヌス・ビザンチウム (fl. 6世紀) により制作されたとし、ボフンはベルギーの製図学者アブラハム・オルテリウス (1527–1598)が1587年に出版した「Thesaurus Geographicus (世界の地図)」に影響を受けたが、オルテリウスの仕事は古代の地理学や最新でない情報を広くまとめたものだと述べている。ステファヌスの作品「Ethnica」 (ギリシア語: Εθνικά) は断片のみが現存しており、イタリアの印刷技師アルドゥス・マヌティウスにより1502年に部分的に復刻されている。
イタリア人修道士フィリップス・フェラリウス (Phillippus Ferrarrius) (1626年没) は1605年にスイスのチューリッヒで地理辞典の「Epitome Geographicus in Quattuor Libros Divisum」を出版した。この地名集は都市、河川、山地、湖沼といった項目別に分けて書かれていた。すべての地名はラテン文字で記されており、項目別にアルファベット順に並べられていた。死後数年して9,000を超える地名を扱った彼の著作「Lexicon Geographicum」が出版された。これはオルテリウスの作品を発展させたもので、現代の地名とオルテリウスの時代に見られる地名を併記していた。
フランスの製図学者ニコラス・サンソンの甥であったピエール・ドゥヴァル (Pierre Duval) (1618–1683)は様々な地理辞典を作成した。これらの中には1651年にパリで出版されたフランスの修道院に関する辞典やアッシリア、ペルシア帝国、古代ギリシャ、古代ローマの都市の場所と現代の対応する都市名に関する辞典があり、多言語で記された初のヨーロッパの地理辞典となった。ローレンス・エチャード (1730年没) が1693年に出版した地名集を拡張したものは1750年にスペイン語へ、1809年にフランス語へ、1810年にイタリア語へと翻訳されるなど様々な言語に翻訳された地理辞典となった。
アメリカ独立戦争に続いて、アメリカ合衆国の牧師兼歴史家のジェレミー・ベルナップとアメリカ合衆国郵政長官のエベニーザー・ハザードは独立戦争後初の地理辞典と地名集を作成しようとしたが、彼らより先に牧師兼地理学者のジェディディア・モースが1784年に「Geography Made Easy」が作成にかかる。しかし、モースは地名集を1784年に完成させることができず、出版は延期になる。この延期はずるずると続き、ジョセフ・スコット (Joseph Scott) が1795年に独立戦争後初のアメリカ合衆国の地名集「アメリカ合衆国地名集 (Gazetteer of the United States)」を出版した。ノア・ウェブスターやサミュエル・オースティン (Samuel Austin)の助けを得て、モースは1797年、ついに地名集「The American Universal Geography」を出版する。しかし、地名集は高尚な書物ではないとする当時の風潮からモースの地名集は批評家に差別的な扱いを受ける。ジョセフ・スコットが1795年に出版した地名集を読んだ評論家は「異国の政治、歴史、作法、言語、芸術に関する雑多な記述を並べた記述以上の何者でもなく、地図にある名前を並べ変えたものを少しいじったものにすぎない」と批判する。しかし、1802年にモースはエリジャー・パリッシュ (Elijah Parish) との共著「東洋新地名集 (A New Gazetteer of the Eastern Continent)」を続けて出版した。

#### 近代
地名集は19世紀にフラートン、マッケンジー、チャンバー、W & A.K.ジョンストンのようなスコットランド人によって拡張する大英帝国に関しての情報を求める大衆の声に応える形で出版され、イギリスで非常に人気が出た。このイギリスの伝統は情報化時代となった現代も続いており、イギリス所有国土地名集や、文章による情報が中心のスコットランド地名集、以前は「Definitive National Address」として知られ、2008年に装いを新たにして発行されたスコットランド国家地名集などが出版されている。地方の地名集に加えて、世界の地名集も出版された。初期の例としては1912年にリッピンコット・ウィリアムズ・アンド・ウィルキンスによって出版された世界地名集を挙げることができる。スウェーデン、ノルウェー、フィンランド、デンマークなどの北欧の国々に関して道路や都市の概要を記した地名集となっている1969年発行のスウェーデンの地図帳「Das Bästas Bilbok」、ある一つのテーマに焦点を当てた地名集も出版されている。

### 東アジア

#### 中国

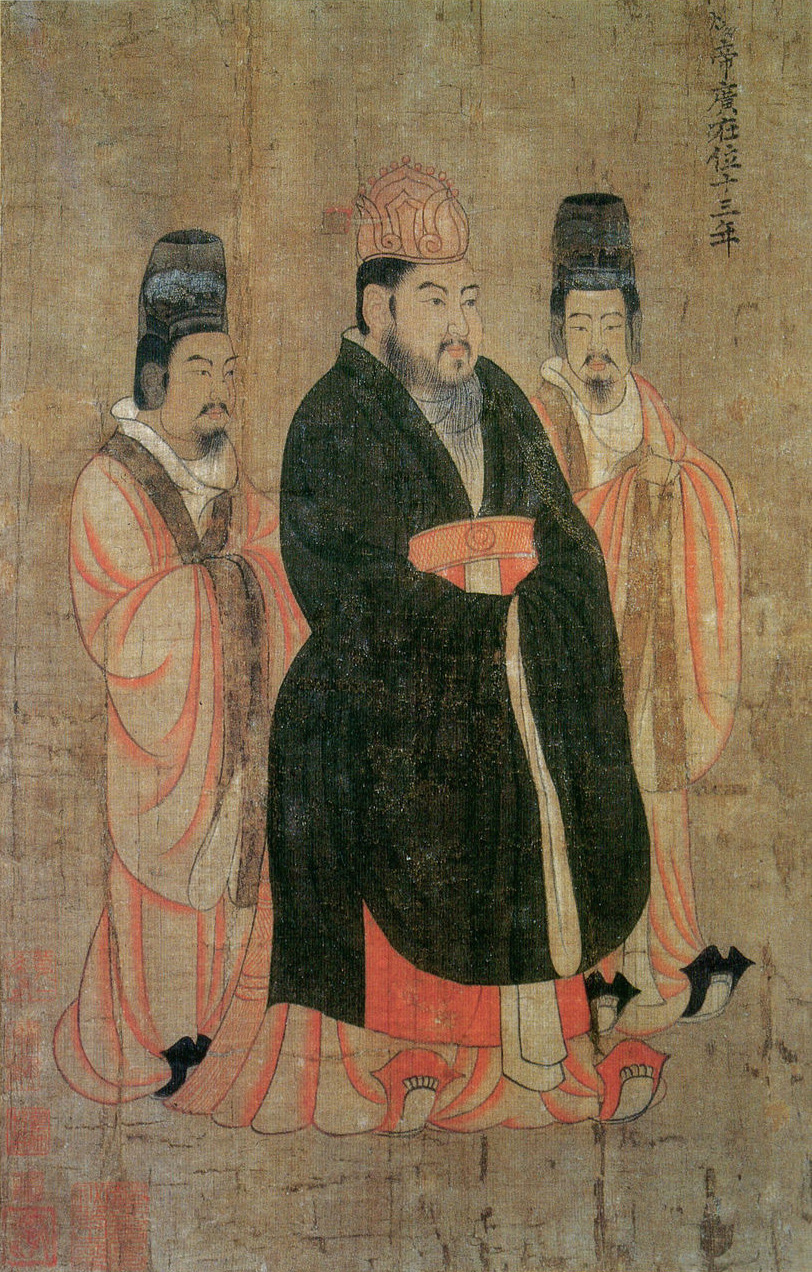
閻立本による煬帝の人物画、643年。煬帝は中央政府の地名集を作成、校正する権限を持っていた

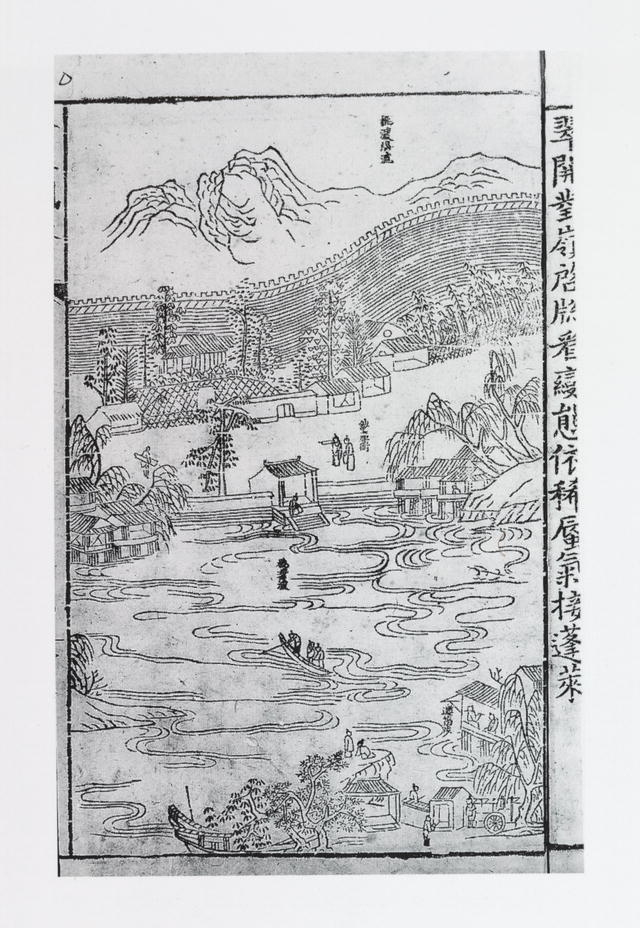
江蘇省金陵圖詠 (金陵の地名集)、1624年発行。

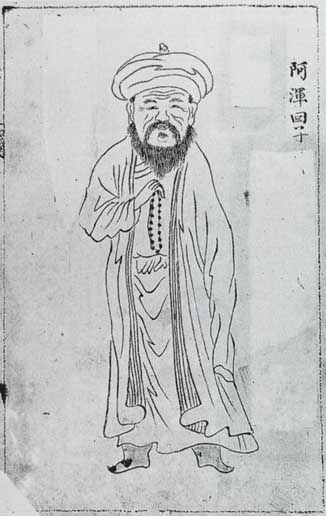
回疆志 (ムスリムの集落に関する地名集), 清の時代に書かれたムスリムの阿訇の人物画。1772年より. 1755年に、乾隆帝はカシュガルのホージャによる反乱に対して軍隊を送り込んだ。軍に帯同した文官は地名集作成を目的としていた。

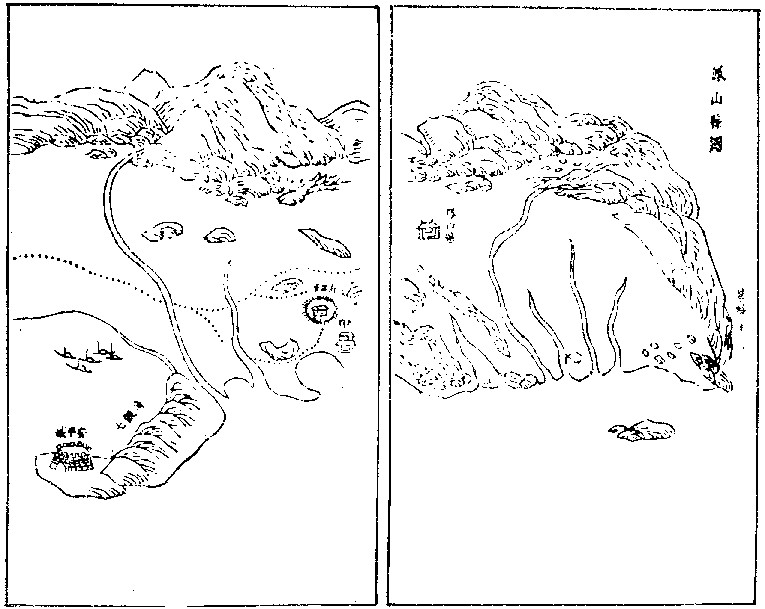
清の康熙帝の時代、1696年に出版された「臺灣府志」

近代の中国学者や歴史家は漢 (紀元前202年～紀元後220年) の時代、紀元後52年に書かれた越絶書が中国の地方集 (中国語: 地方志、拼音: Dìfāngzhì)の原型であると考えている。この書物には地方区分の変化、都市の成立過程、地方の名産品、地方の文化習慣などを含む様々な物事に関する考察が含まれていた。しかし、最初の地方志は常璩によって編纂された華陽国志であると考えられている。現存する近代以前の中国の地名集は8,000点以上に上る。地名集は宋 (960–1279)の時代に一般的なものとなったが、現存している作品の多くは明 (1368–1644)と清 (1644–1912)の時代に作成されたものである。近代の学者Liu Weiyiは漢が滅亡する220年から唐 (618–907)の時代までの間に作成された地名集は400点もないと述べている。この時代の地名集は各地方の境界、地名、山河、古代の地名、地方の名産品、地方の神話や伝説、習慣、植物学、地誌学、宮殿の位置、通り、寺院などに焦点を当てている。唐の時代までに地名集はより細かい内容まで扱うようになり、内容はより広範な内容を扱うように変化した。例えば、地方の天文台、学校、堤防、水道、郵便局、地元の神々を祀った寺院、墓などは個別の項目を作って扱った。宋の時代には、地名集は地方貴族や有力家系の伝記や書誌、地方の名所に関する詩や散文を集めた文学選集も扱うことが一般的になっていた。宋の地名集では街を取り囲む城壁、門の名前、役所や市場、行政区画、人口規模、地区の集落等に関する詳細な内容とその一覧表も作成していた。
610年、隋 (581–618) の皇帝煬帝は勅命を出し、途径 (拼音: Tújìng、道程のこと。) と呼ばれる地名集を作成した。途径には地方道路、河川、運河、著名な建築物に関する図表など幅広い事物に関する情報が含まれており、中央政府が地方の統治や治安維持のために利用していた。現存する最古の中国の地図は紀元前4世紀に作成されたものとされているが、秦 (221–206 BC) や漢の時代以降に作成された「途径」には図表の中に文章による情報が挿入されており、中国で最初の地名集となっている。隋の時代の地名集の中には地図や図表が挿入されており、中央政府へと届けられていた。この地名集を作成する習慣は後の中国歴代王朝にも受け継がれた。
歴史家ジェームズ・M・ハーゲット (James M. Hargett) は「宋の時代までに地名集は宋以前の時代よりも政治、行政区画、軍事関連項目に関して現状に見合った情報が掲載されるようになり地方、中央政府ともに前時代よりも多くの地名集を出版した」と述べている。趙匡胤は971年、Lu Duosunと製図家などの学者に約1,200の県と300の地区を含む中国本土全体を扱った巨大な地名集を作成するよう指示した。このプロジェクトは1010年にSong Zhunを中心とする学者たちによって完成し、真宗の時代に1,566章の長大な地名集として献上された。隋の時代から断続的に続く「途径」や「案内地図」の制作はその後も続いたが、次第に「方志」へと重心が移っていく。12世紀の歴史家鄭樵 (拼音: Zhèng qiáo)は「方志」 の存在を知らなかったものの、地理や都市に関する考察を加えた歴史書「通志」を著す。他にも、13世紀の陳振孫 (拼音: Chén Zhènsūn)は直斎書録解題の中で地方の地理に関して記している。Peter K. Bolによると、「方志」と「途径」の主な違いは、方志は中央政府が編集に関与しない地方行政府主導の地名集であり、案内地図が通常4章程度で構成されるのに比べ10～20章、最大で50章という大部の構成であったことである。さらに、大勢の読者が読むことを想定していた「方志」はほぼすべて印刷という形態をとっていた一方で、「途径」は地方長官や中央政府の長官が集め保管する情報源としての扱いで、外部に出される書物ではなかった。ほとんどの宋の地名集は地方長官を主執筆者として挙げているが、宋の時代にはすでに官職に就いていない文人が自分の意志もしくは他人に頼まれて地名集を制作する例が出てきていた。16世紀の明の時代には、地方の地名集は一般的に中央政府に委任されて作成したと言うよりも、中央政府の委任から独立した地方独自の作成物になっていた歴史家のPeter K. Bolは「国内貿易、国際貿易が増え、中央政府よりも地方に利益が集まるようになった結果、地方志は中央政府の委任ではなく地方が独自に作成する事態が引き起こされた」と述べている。歴史家のR・H・ブリトネル (R.H. Britnell) は「16世紀の明の時代になると、地方志を持たない県や僧院は軽視されても仕方がないという風潮が出来上がった」と記している。
三省六部制度が続いていた唐の時代の製図学者賈耽 (730–805)を中心とする学者たちは、遣唐使などで唐を訪れる各国の使節の故郷に関する情報を集め、集積した情報は文章で補足した地図としてまとめた。中国内においても、漢民族以外の民族に関する民族情報はしばしば郷土史や、明や清の時代の貴州のような地方の地名集に述べられている。清の時代には無人地域や行政機関が置かれていない貴州の地域に測量のための部隊や役人が派遣され、地方の公式地名集には新たに定められた行政単位や少数民族 (ミャオ族が大部分を占めた)に関する情報が含まれていた。明の後期には、貴州の非漢民族に関する情報を統括する役人が地名集で中国の少数民族に関してはほとんど記載していない (おそらく、彼らと接触する機会がなかったため情報がほとんど入らなかったものと思われる)一方で、清後期の地名集はしばしば少数民族に関してより一般的な見解を載せている。1673年、貴州の地名集は様々なミャオ族に関する記載を行なっている。歴史家のローラ・ホルスター (Laura Holster)は「貴州の地名集ではミャオ族の木版画が印刷されており、1692年版の康熙帝による地名集は1673年度版と比べ図表が洗練されていると述べている。
歴史家のティモシー・ブルックは次のように述べている。明の地名集は伝統的に低い階級とされた商人層に対する郷紳の態度の変化についても記している。時代が経るにつれ、郷紳は学校の改修建築や、学術書の出版などにより商人から投資を募り、郷紳や士大夫が出世する上で必要と考えた塔などの建築物を建設した。従って、明後期の地方志で商人に対して以前は見られなかった好意的な扱いが見られるようになっている。ブルックと他の中国史研究家は、明の時代の地方志と実際の人口増加に関しては反映させていない同時代の中央政府の記録と比較、検証などの作業を行なっている。
古今図書集成の増補に関わったことで知られる清前期から中期の学者蒋廷錫らは大清一統志 (拼音: Dàqīng Yītǒngzhì) を編纂した。この書物は1744年に完成し(蒋廷錫の死後10年後)、1764に改訂版が作成され、1849年に再版された。
17世紀初頭にイタリア人イエズス会員のマテオ・リッチは中国語の世界地名集坤輿万国全図を作成した。この地名集は後に中国語からヨーロッパ諸言語に翻訳されて西洋へと伝わった。清代後期に上海に住んでいたロンドン伝道会のウィリアム・ミュアヘッド (1822–1900)は「地理全志」という地名集を出版し、この書物は1859年に日本で再版された。この書物は15章に分かれており、ヨーロッパ、アジア、アフリカ、太平洋の島々について言及し、それぞれの地域に関して地理、地形、水脈、気候、生息生物、人種、歴史の項目を設けて概説している。1839年に発行された「粤海関志」(簡体字中国語: 粤海关志)という中国沿岸部の貿易に関する地名集の中では、中国に交易を求めてくる様々な国について記述しており、広州にやってきたアメリカ合衆国の船舶について記述している(1935年再版)。1844年に魏源によって林則徐の「四洲志」を基にして制作された中国語の地名集「海国図志」(簡体字中国語: 海国图志) は1854年に日本で翻訳出版された。この作品は日本では地理学的な意味ではなく、阿片戦争でヨーロッパの軍艦と大砲の前に屈した清のヨーロッパの帝国主義に対する国防方法の分析という点で人気があった。
地方志(簡体字中国語: 地方志、拼音: Dìfāngzhì)の古き伝統は受け継がれ、中華民国は各都市の国家が定める標準地名を制定する過程で1929年に地方志を作成した。これは第二次世界大戦後の1946年まで改訂されつづけた。1956年、毛沢東のもとで再度地名集の出版が行われ、1980年代にも再版が行われた。鄧小平が伝統的な郷に人民公社を設置した後、毛沢東のもとで行われた地方志の作成はほとんど成果を挙げることができず (250の国のうちたった10個の国についてのみ言及する形で地方志出版を終えた)、地方志の編纂は文化大革命 (1966–1976)の期間に中止された。この間の階級闘争の中で村の歴史や家系が捏造された。1979年5月1日に山西省のA Li Baiyuが中国共産党中央宣伝部 へ陳情書を出し、「地方志」復刊の声が上がった。この件に関して1979年6月に胡耀邦が復刊の提案を行い、1980年4月に中国共産党中央政治局常務委員会の胡喬木により実行に移され、国が発行する近代的な「地方志」の第一版は1981年1月に発行された。

#### 朝鮮
朝鮮では、学者は中国の地方誌の構成を大幅に取り入れた地名集を発行していた。中国の地方誌のように国、道、地方で分割して地名を記し、地理情報、人口動態、橋、学校、寺院、墓、城、展示館、その他のランドマーク、文化習慣、地方の名産品を載せていたほか、地方部族の名前、有名な人物に関する短い伝記などの地方の情報も記述していた。後者の例として、1530年に出版された「新増東国輿地勝覧」では朴堧 (1378–1458)についての短い記述があり、世宗の治世における雅楽復興の功績について触れている。世宗は李氏朝鮮の最初の地方誌を1432年に出版した。この地方誌は「新撰八道地理志」と呼ばれた。追加情報と誤記を訂正して、この地方誌は1454年に「世宗実録地理志」と改題して出版され、1531年に「新増東国輿地勝覧」というタイトルに変えて再版され、1612年に増補版が出版された。李氏朝鮮では国際地名集も作成していた。1451年から1500年にかけて編纂された「新増東国輿地勝覧」では、15世紀当時李氏朝鮮で知られていた369の外国に関する少量の記述を行なっている。

#### 日本
日本では、近代まで「風土記」と呼ばれる地名集が発行されていた。風土記では様々な地方の歴史風俗や伝説を掲載していた。例として、奈良時代 (710–794) に播磨国で作成された「播磨国風土記」という地名集は3世紀の応神天皇について述べている。日本の地方に関する地名集はさらに後年の江戸時代にも発行されている。地名集は大名などの庇護のもと制作されることが多かった。例として、池田氏の庇護のもと1739年に和田正尹により制作された備陽国誌がある。19世紀になると日本人により世界の地名集が作成されるようになる。箕作省吾が1845年に作成した西洋地図「坤輿図識」や世界全図の「新製輿地全図」、箕作阮甫により1856年に出版された八紘通誌、イギリス人コルトン (Colton)が制作、佐波銀次郎が翻訳を行い、1862年に手塚律蔵によって出版された「万国図誌」などがある。意欲的なタイトルであったものの、箕作阮甫は「ヨーロッパ部」の地名集を作成するにとどまり、当初予定していたアジア部に関しては出版しなかった。

### 南アジア

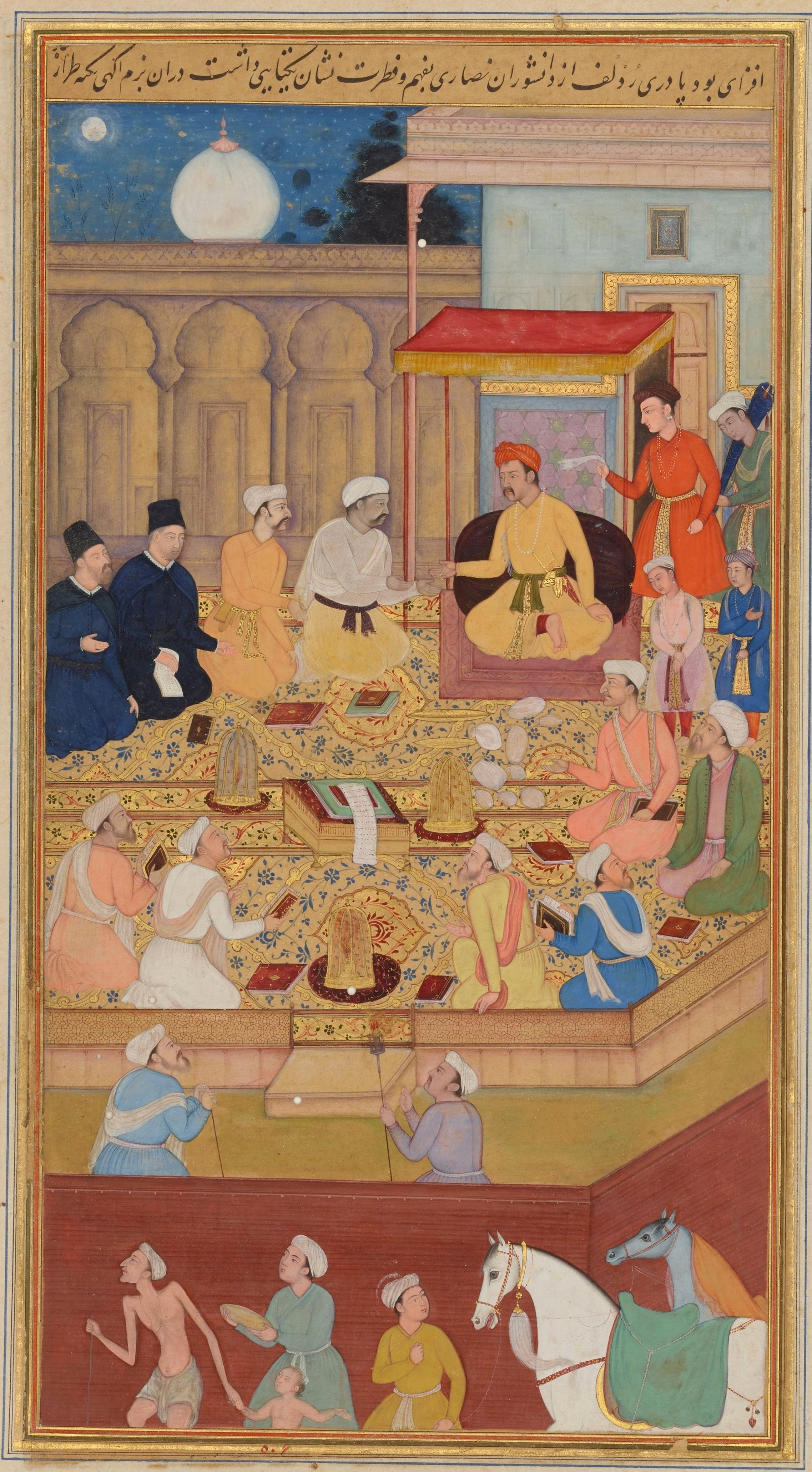
イエズス会員を謁見の間に通すアクバル大帝の様子を描いた絵。アクバル帝のワズィール (大臣) はムガル帝国時代に地名集を作成した

近代以前のインドでは地方に関する地名集が作成されていた。例として、17世紀にムフノト・ナーイーンシーが作成したマールワール地方の地名集がある。B.S.バリガ (B.S. Baliga) はタミル・ナードゥ州の地名集の歴史は紀元前200年から紀元後300年にかけての古いサンガム文学の全集に見ることができると記した。ムガル帝国時代、アクバル大帝のワズィール (大臣) であったアブル・ファズルはアイネ・アクバリという地名集を作成した。この書物は16世紀のインドの各都市の人口について触れており、非常に価値のある資料となっている。

### イスラム世界
近代以前のイスラム世界では地名集が作成されていた。サファヴィー朝の製図家は地方に関する地名集を作成していた。

## 地名集の一覧

### 世界
電子情報として閲覧できる世界の地名集。
- NGA GEOnet Names Server
- The World Gazetteer
  - 都市の名前ごとに国, 県, 人口 (幾つかの国に間違い有り), 位置, 国のすべての都市の人口順位 (幾つかの国に間違い有り)の情報を提供
  - 国ごとに地図、県、人口、都市内の地図、都市に関する基本的なデータが記載されている。 – データに関しては項目別にソートすることが可能。
  - 各地方ごとに都市名をアルファベット順で並べた一覧
  - アメリカ合衆国外の2,900,000の都市を網羅。都市名を入れて検索すると、都市の位置、高度、天候などが表示される。
- UCSBのアレキサンドリア・デジタル・ライブラリ
  - The Alexandria Digital Library (ADL)
  - The Alexandria Digital Library (ADL) - gazetteer
- Getty Thesaurus
  - Getty Thesaurus of Geographic Names® Online
- The Fuzzy Gazetteer (European Commission/JRC Digital Map Archive)
  - JRC Fuzzy Gazetteer
- – 地方行政区画のコード一覧
- Brookes&#146; Universal Gazetteer (1850)
  - 書籍全ページのスキャナ版

### 南極
- Composite Gazetteer of Antarctica
- 南極のブルガリア語地名集 (詳細)
- British Antarctic Territory Gazetteer

### アジア
- 地名集日本（GAZETTEER OF JAPAN) - 国土地理院発行。
- カルナータカの地名集
- 東ヒマラヤ地名集
  - Royal Botanic Garden, Edinburgh, UK編集。東ネパール、シッキム州、ダージリン県、ブータン、チベット高原に関する5,000以上の地名を収録したオンライン地名集
- 中国古代の地名集

### オーストラリア
- Gazetteer of Australia
  - CGNA - Gazetteer of Australia
  - Geoscience Australia

### ヨーロッパ
- World War 2-era European Gazetteer
  - 地名とその地名の場所の位置、場所の情報に関するデータベース

### カナダ
- Gazetteers of Canada （英語）
  - The Atlas of Canada
  - Natural Resources Canada
  - Columbia Gazetteer of North America – AllRefer.com - Canada
  - Nova Scotia Gazetter

### ニュージーランド
- Index to Geographical Place Names & Street Names, Land Information New Zealand作成

### ロシア
- Wörterbuch der russischen Gewässernamen (ロシアの水に関する地名の辞書), 6巻. Compiled by A. Kernd'l, R. Richhardt, and W. Eisold, 主編纂者：マックス・ファスマー、ヴィースバーデン, O. Harrassowitz, 1961
- Russisches geographisches Namenbuch (ロシアの地名集), マックス・ファスマー発刊、Ingrid Coperらが制作。ヴィースバーデン, Atlas and Volumes 1-9. O. Harrassowitz, 1964–1981. 1988年に11巻が追加発行, ISBN 3-447-02851-3, 1989年追加書籍発行, ISBN 3-447-02923-4.[75]

### 南アフリカ
- South African Geographical Names System – 南アフリカ政府芸術文化庁公式サイト

### トルコ
- Türkiye ve Çevresine ait Coğrafi Adlar Dizini, トルコ国防省所有、トルコ共和国参謀本部が管理。

### イギリス
- イギリス所有国土地名集（英語版） (NLPG)
- 国家道路地名集（英語版） (NSG)
  - Aligned Assetsによって提供されるソフトウェア
- The OneScotland Gazetteer (OSG)
- The Gazetteer for Scotland
  - エディンバラ大学と王立スコットランド地理協会が管理
- The Ordnance Gazetteer of Scotland by Francis Groome (three editions, 1884, 1892 and 1901); 第一版はThe Gazetteer for Scotlandで見ることができる。
- スコットランド帝国地名集（英語版） ジョン・マリウス・ウィルソン（英語版） (1850年代)
- イングランド・ウェールズ帝国地名集（英語版） ジョン・マリウス・ウィルソン (1870–1872)
- Comprehensive Gazetteer of England and Wales 、J.H.F. Brabner (19世紀)
- A Vision of Britain through Time, 合併した行政区画のリスト, 19世紀の地名集、イングランド・ウェールズ帝国地名集やスコットランド帝国地名集、古代の地図などをまとめて検索できるイギリスの電子地名集
  - ポーツマス大学のGreat Britain Historical GISプロジェクトにより管理されている。

### アメリカ合衆国
- USGS 地名情報システム
  - U.S. Board on Geographic Names
- HomeTownLocator Gazetteer – アメリカ合衆国の地理的文化的特徴を記した2000年の国勢調査のデータ
  - US Cities & State Gazetteer
- The U.S. Gazetteer (1990年国勢調査)
  - U.S. Gazetteer: 2010, 2000, and 1990
- アメリカン・ファクトファインダー (American FactFinder、アメリカ合衆国事物認定局)
  - American FactFinder
  - アメリカ合衆国のインディアンとアラスカ原住民 (AIAN) のデータとリンク
  - プエルトリコ2000年度国勢調査
- A Gazetteer of the State of Massachusetts, with Numerous Illustrations, エリアス・ネイソン（英語版）編纂。George J. Varney増補改訂, 1890年出版
- A Gazetteer of Texas, 1902年出版, Portal to Texas History所有
- A Gazetteer of Texas, by Henry Gannett, 1904年出版, Portal to Texas History所有
- Gazetteer of the State of New York Horatio Gates Spafford制作, A. M., H. C. Southwick, Albany出版, N.Y. 1813年
- Gazetteer of the State of New York by J. H. French, published by R. Pearsall Smith, Syracuse, N.Y. 1860年
- Hayward&#146;s New England Gazetteer (1839年)
  - 書籍全ページのスキャナ版

### 特定の事物に関する地名集
- Catalogue of Caravanserais/Khans
  - キャラバンサライや、ベデスターン（英語版）、橋、要塞、灯台、市場、病院などの施設の情報の一覧。 ユーラシア大陸における長距離の交易路について記述。
- JewishGen Gazetteer - JewishGenというサイトで検索。Daitch–Mokotoff SoundexやBeider–Morse Phonetic Name Matching Algorithmといったシステムを使用して地名のおおよその綴りから場所を検索することができる。
  - 19世紀から20世紀半ばにおけるヨーロッパ、北アフリカ、中東のユダヤ人居住地一覧。地名と地図の位置をリンクさせている。
- VLIMAR: the VLIZ Marine Gazetteer
  - 海洋に関連する地名の一覧、土地に関する情報と地図上の位置をリンクさせている。